# Монтепасторе
Монтепасторе (итал. Montepastore) је насеље у Италији у округу Болоња, региону Емилија-Ромања.
Према процени из 2011. у насељу је живело 520 становника. Насеље се налази на надморској висини од 604 м.